# Bernhard Brückner
Karl Bernhard Brückner (* 17. Oktober 1872 in Mildenau; † 10. Mai 1955 in Leipzig) war ein deutscher Volksschullehrer und Mundartdichter des westlichen Erzgebirges.
Bernhard Brückner war nach seiner Ausbildung als Volksschullehrer zunächst in Kupferhammer-Grünthal bei Olbernhau und zuletzt in Leipzig tätig. In seiner Freizeit verfasste er ab 1896 zahlreiche Gedichte und Erzählungen in erzgebirgischer Mundart, die er in den Glückauf-Heften des Erzgebirgsvereins, mehreren Erzgebirgskalendern, der Zeitschrift Erzgebirgische Heimatblätter und in Tageszeitungen veröffentlichte.

## Werke
- Noochn Feierobnd. Friedrich Seidel, Buchholz 1935.